# To Please a Lady
 To Please a Lady és una pel·lícula estatunidenca dirigida per Clarence Brown, estrenada el 1950.

## Argument
Una periodista endurida per l'ofici decideix ensorrar un pilot de cotxes que jutja sense escrúpols. S'acaben enamorant.
Mike Brannan (Clark Gable) és un arrogant corredor de cotxes que desperta l'odi o l'admiració del públic. La seva mala reputació se la va guanyar després de ser acusat de provocar un accident fatal durant una carrera. Decidida a comprovar què hi ha de cert en tot això, la dura columnista Regina Forbes (Barbara Stanwyck) tracta d'entrevistar-ho, però ell es nega.
1950 pel·lícula romàntica produïda i dirigida per Clarence Brown i protagonitzada per Clark Gable i Barbara Stanwyck. Les escenes de la carrera van ser rodades a l'Indianapolis Motor Speedway.

## Rebuda
Segons les dades de la MGM la pel·lícula va guanyar 2.061.000 dòlars als EUA i el Canadà i 861.000 a la resta del món, resultant un benefici de 47.000 dòlars.

## Repartiment
- Clark Gable: Mike Brannan
- Barbara Stanwyck: Regina Forbes
- Adolphe Menjou: Gregg
- Will Geer: Jack Mackay
- Roland Winters: Dwight Barrington
- William C. McGaw: Joie Chitwood
- Lela Bliss: Secretària de Regina
- Emory Parnell: M. Wendall
- Frank Jenks: Agent de Premsa
- Helen Spring: Janie
- Bill Hickman: Jugador de Mike
- Lew Smith: Jugador de Mike
- Ted Husing: Ell mateix

## Al voltant de la pel·lícula
- Una Barbara Stanwyck en un paper bastant típic, i un Clark Gable molt més jove però seductor malgrat tot. Les seqüències de carrera són eficaces i ben fetes, però la història d'amor no convenç. L'escena d'antologia en la qual Gable bufeteja Stanwyck no passaria actualment.